# Biotopo Torbiera Tschingger
Il Biotopo Torbiera Tschingger è un'area naturale protetta che si trova nel territorio comunale di Laives in Alto Adige. Fu istituita nel 1993.
Occupa una superficie di 3,08 ha nella provincia autonoma di Bolzano.